# هتکه‌پشت
هتکه پشت، روستایی است از توابع بخش مرکزی شهرستان بابل در استان مازندران ایران.

## جمعیت
این روستا در دهستان گنج افروز قرار دارد و براساس سرشماری مرکز آمار ایران در سال ۱۳۸۵، جمعیت آن ۱۲۶۹ نفر (۳۲۰خانوار) بوده‌است. مردم این روستا به زبان طبری گویش میکنند.